# Foresta di Soignes

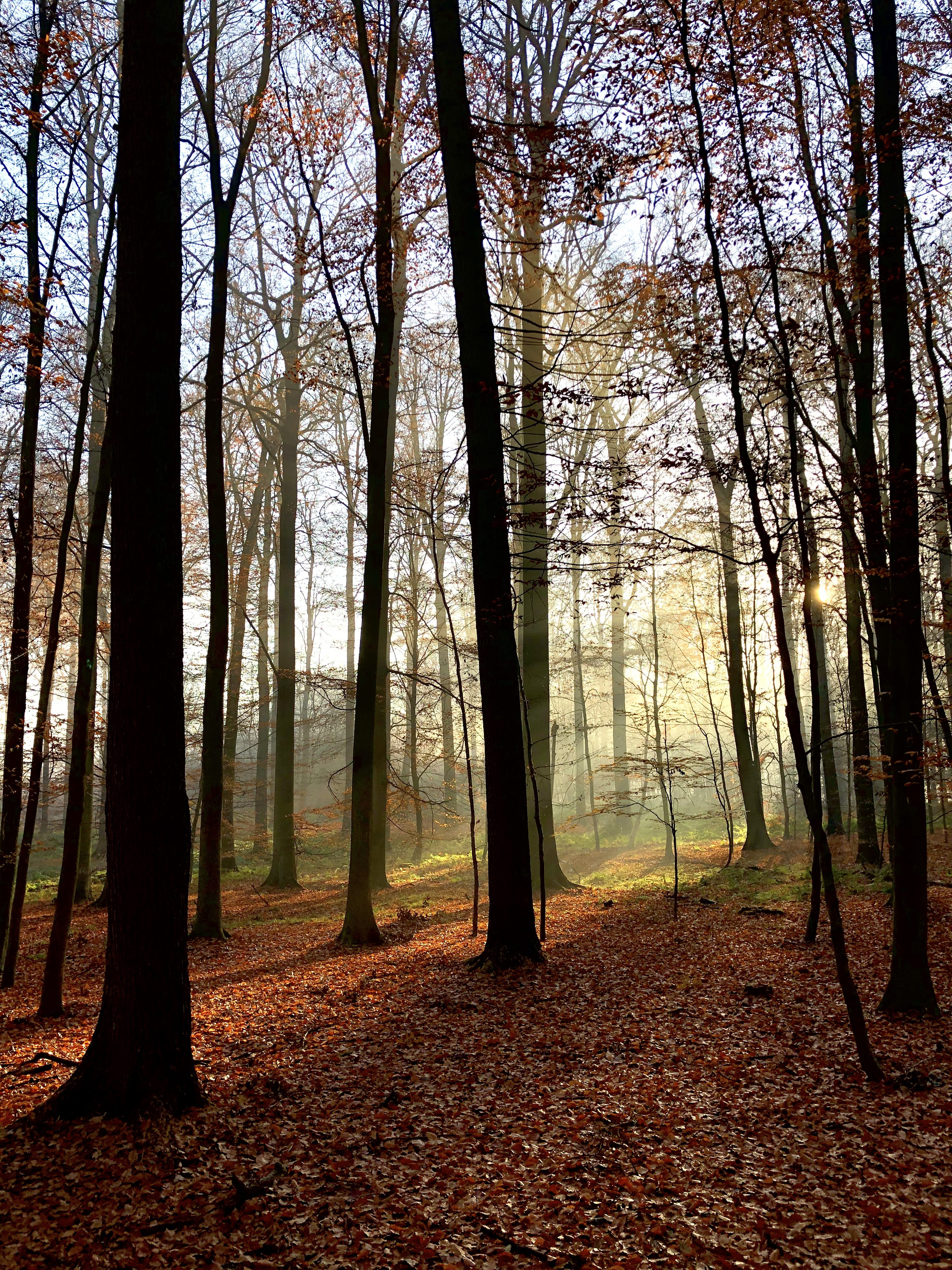

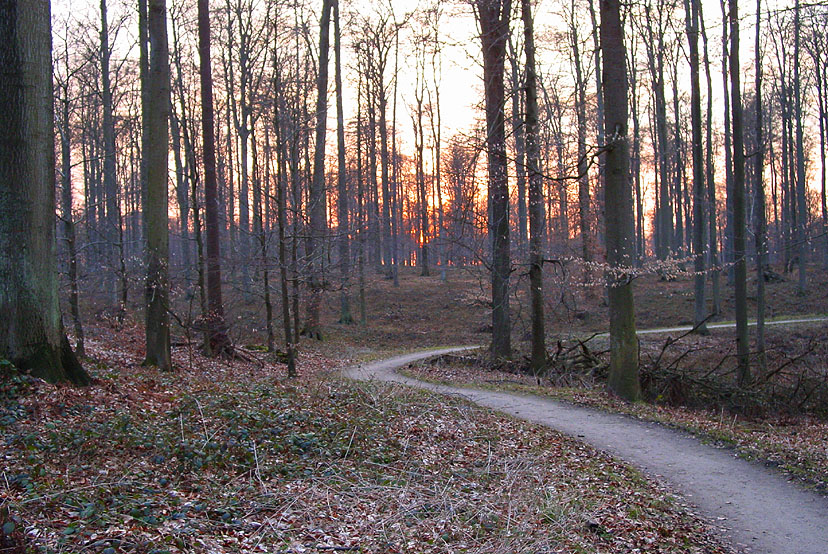
Alba invernale nella foresta di Soignies.

La foresta di Soignes (in olandese Zoniënwoud, in francese Forêt de Soignes, fɔ.ʁɛ d(ə) swaɲ)) è una foresta che si estende per 4 421 ettari attraverso l'area sudorientale della città di Bruxelles, in Belgio. È collegato al Bois de la Cambre/Ter Kamerenbos, un parco pubblico urbano che entra in città fino a 4 chilometri (2,5 mi) dal centro storico (conosciuto come Pentagone).
La foresta è posta nel pieno dell'area delle Fiandre nei territori delle municipalità di Sint-Genesius-Rode, Hoeilaart, Overijse e Tervuren, nella Regione di Bruxelles-Capitale, in cui interessa i comuni di Uccle, Watermael-Boitsfort, Auderghem e Woluwe-Saint-Pierre, e nei villaggi valloni di Waterloo e .
Essa è mantenuta al 56% dalla regione delle Fiandre, al 38% dalla Regione di Bruxelles-Capitale ed al 6% dalla Vallonia. Vi sono alcuni tratti contigui e parti private della foresta come il Kapucijnenbos, il "bosco dei cappuccini", che appartiene ai possedimenti reali.
A partire dal 2017, alcune parti della foresta di Sonian sono state iscritte come patrimonio dell'umanità dell'UNESCO, l'unica componente belga dell'iscrizione multinazionale "Antiche faggete primordiali dei Carpazi e di altre regioni d'Europa", per la loro natura incontaminata e la testimonianza dei processi ecologici che governano le foreste in Europa sin dall'ultimo periodo glaciale.

## Storia

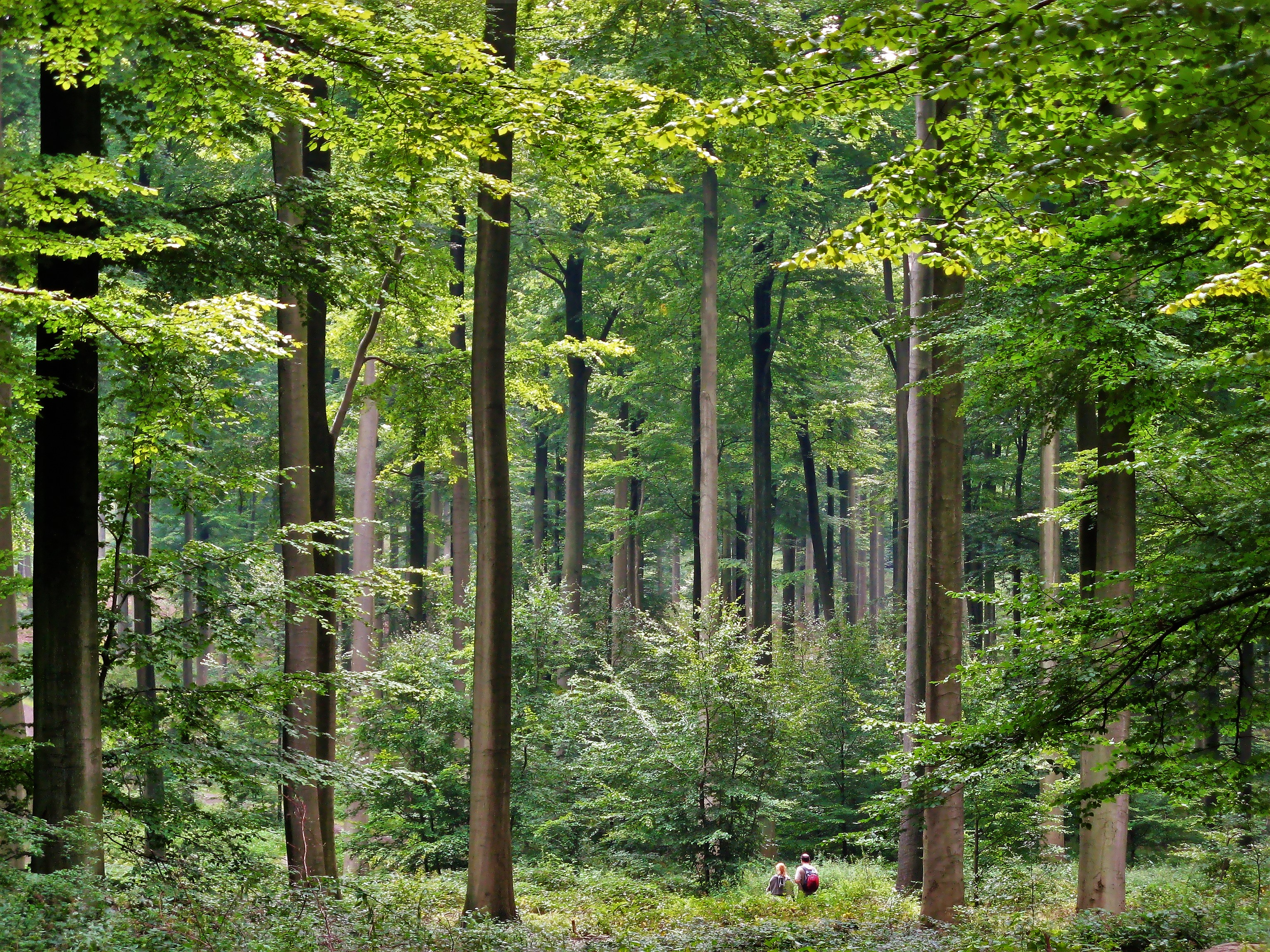
Piantumazione densa ed antica (di Fagus sylvatica) nella parte della foresta di Soignes presso Bruxelles.

La foresta è ciò che rimane dell'antica Silva Carbonaria o foresta carbonifera già descritta dai romani. La prima menzione della foresta di Soignes (Soniaca Silva) viene datata ai primi anni del medioevo. All'epoca infatti la foresta si estendeva nella parte a sud di Bruxelles ed era attraversata dal fiume Senato (Senne in francese, Zenne in olandese) estendendosi nella provincia dell'Hainaut, coprendo gran parte dei territori tra il fiume Senato ed il Dijle. La vita di san Foillano menziona "la foresta, nei pressi dell'abbazia di Santa Gertrude, detta Sonesiana" Nel XVI secolo essa aveva ancora sei leghe di circonferenza. A partire dal XIX secolo l'area dell'intera foresta si aggirava attorno ai 100 chilometri quadrati, ma la deforestazione selvaggia la ridusse in breve all'attuale area di 44,21 km².
La foresta in epoca medievale si estendeva dalla parte meridionale del Brabante sino alle mura di Bruxelles e viene menzionata, sotto il nome di Ardenne, nel Childe Harold di lord Byron. Originariamente essa era parte della foresta delle Ardenne, la romana Arduenna Silva, ed ancora all'epoca della Rivoluzione francese essa aveva una notevole estensione. Uno dei primi danni provocatile fu ad opera di Napoleone Bonaparte che ordinò il taglio di 22 000 querce per la costruzione della Flottiglia di Boulogne predisposta per l'invasione dell'Inghilterra, poi fallita. Re Guglielmo I dei Paesi Bassi continuò poi il taglio dei boschi e dai 29 000 chilometri quadrati del 1820 nel 1830 si passò a 11 200 chilometri quadrati. Gran parte della foresta attorno a Waterloo, nel 1815, venne assegnata in proprietà al duca di Wellington, il quale era anche principe di Waterloo nella nobiltà olandese, titolo che ancora oggi permane nella monarchia belga con una rendita equivalente di 140 000 dollari. Questa porzione della foresta venne disboscata in gran parte all'epoca del secondo duca di Wellington, il quale vi installò fattorie e allevamenti. Il Bois de la Cambre (456 acri) appena fuori Bruxelles venne derivato dalla foresta nel 1861. Nel 1911 la foresta si estendeva ancora a Tervuren, Groenendaal ed Argenteuil sino a Mont-Saint-Jean e Waterloo.
Per molto tempo la foresta era stato un luogo esclusivo di caccia della nobiltà, ma attualmente essa è liberamente aperta al pubblico.

## Ecologia
Attualmente la foresta è composta essenzialmente da faggi e da querce, gran parte delle quali supera abbondantemente i due secoli di vita.
La foresta contiene oggi una fauna ed una flora di molto limitate rispetto al passato. Per causa dell'influenza umana e dell'impoverimento dell'ecosistema varie piante ed animali nella regione sono scomparsi; la foresta annoverava 46 tipologie differenti di specie, tra cui molte si sono estinte nel passato: l'orso bruno (scomparso della zona nell'anno 1000 circa), il lupo (scomparso intorno al 1810), il moscardino (nel 1842), i cervi rossi, i tassi e le lepri. Il cinghiale si pensava estinto dal 1957, ma nel 2007 sono state ritrovati nuovi esemplari nell'area. I cervi volanti sono anch'essi svaniti dalla foresta, anche se una colonia e sopravvissuta in un'area residenziale a Boitsfort, ad alcuni centinaia di metri dalla foresta.
Le numerose specie di pipistrelli che albergano nella foresta hanno fatto sì che il luogo sia stato nominato da Natura 2000 quale loro dimora privilegiata da proteggere. Delle specie di pipistrello native della foresta, cinque sono in pericolo. Altre specie animali nella foresta, inclusi il picchio nero ed il tritone crestato, sono considerate in pericolo e sono protette dalla direttiva Habitat.

## Monasteri e tradizione contemplativa

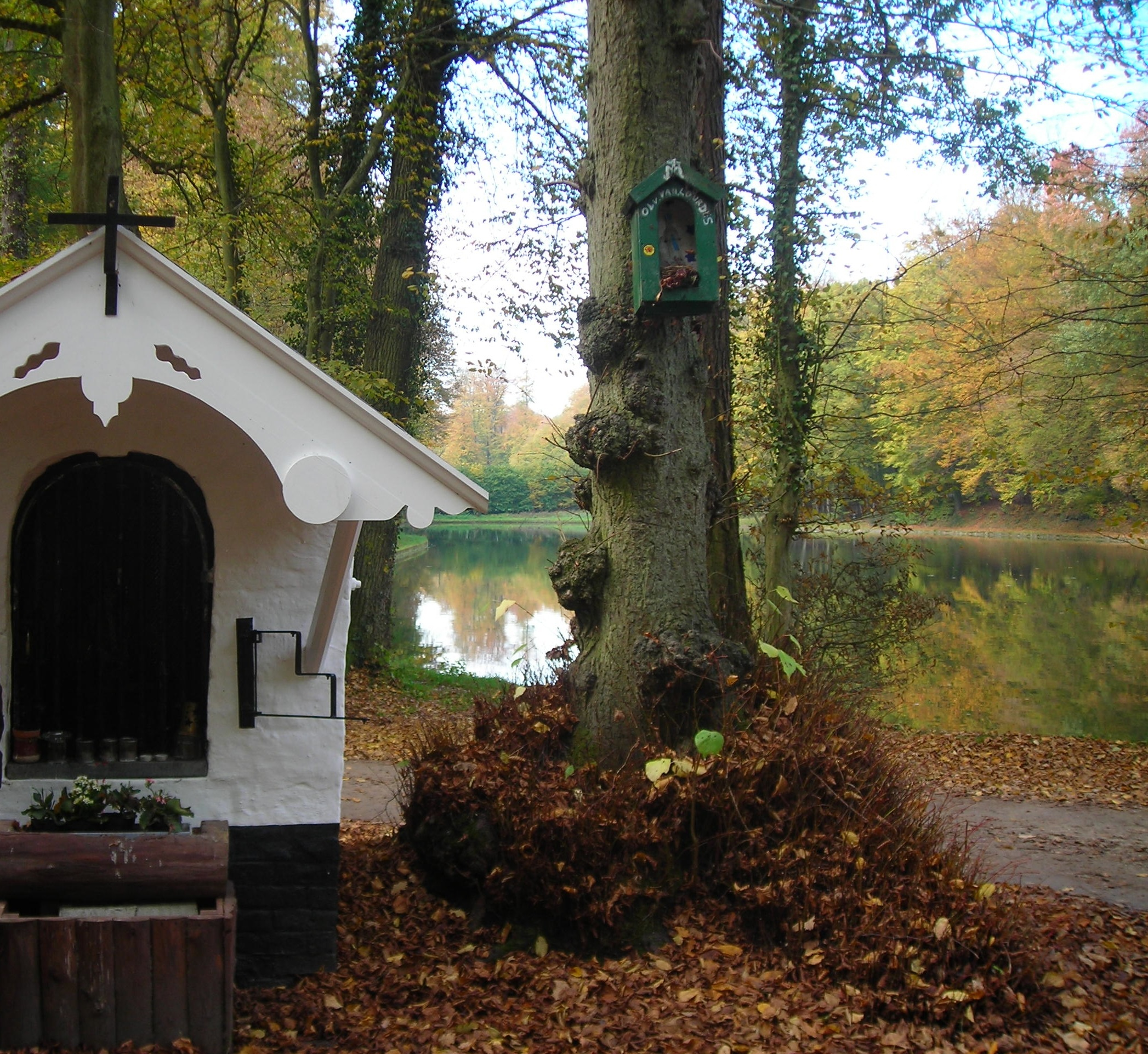
Piccola cappella nella foresta non lontana dal monastero di Jan van Ruusbroec a Groenendaal.

Tra i monaci e le monache contemplative che vissero e pregarono nella foresta, il più noto è indubbiamente Jan van Ruusbroec che fondò un monastero presso Groenendaal, a Vauvert. A quel tempo la foresta ospitava anche un monastero di monache cistercensi presso Pennebeek (fondato nel 1201 su terre donate dal duca Enrico I di Brabante a Suor Gisle); un convento di monache benedettine a Forest (fondato nel 1107 da Gilbert de Gand) ed un monastero di suore domenicane a Val Duchesne (fondato da 1262 dalla duchessa Aleyde).
Nei pressi della foresta si trova inoltre l'abbazia di San Foillano, non lontano da Nivelles.

## Influenze sulla letteratura
- Byron Childe Harold's Pilgrimage[14][15]
- Victor Hugo Les Miserables[16]
- Sir Walter Scott The Field of Waterloo[17]

## Influenza sull'arte
- Auguste Rodin fece diversi viaggi nella foresta mentre viveva a Bruxelles negli anni '70 dell'Ottocento. Egli dipinse diversi quadri rappresentanti scorci della foresta a quel tempo.[18][19]

## La battaglia di Waterloo

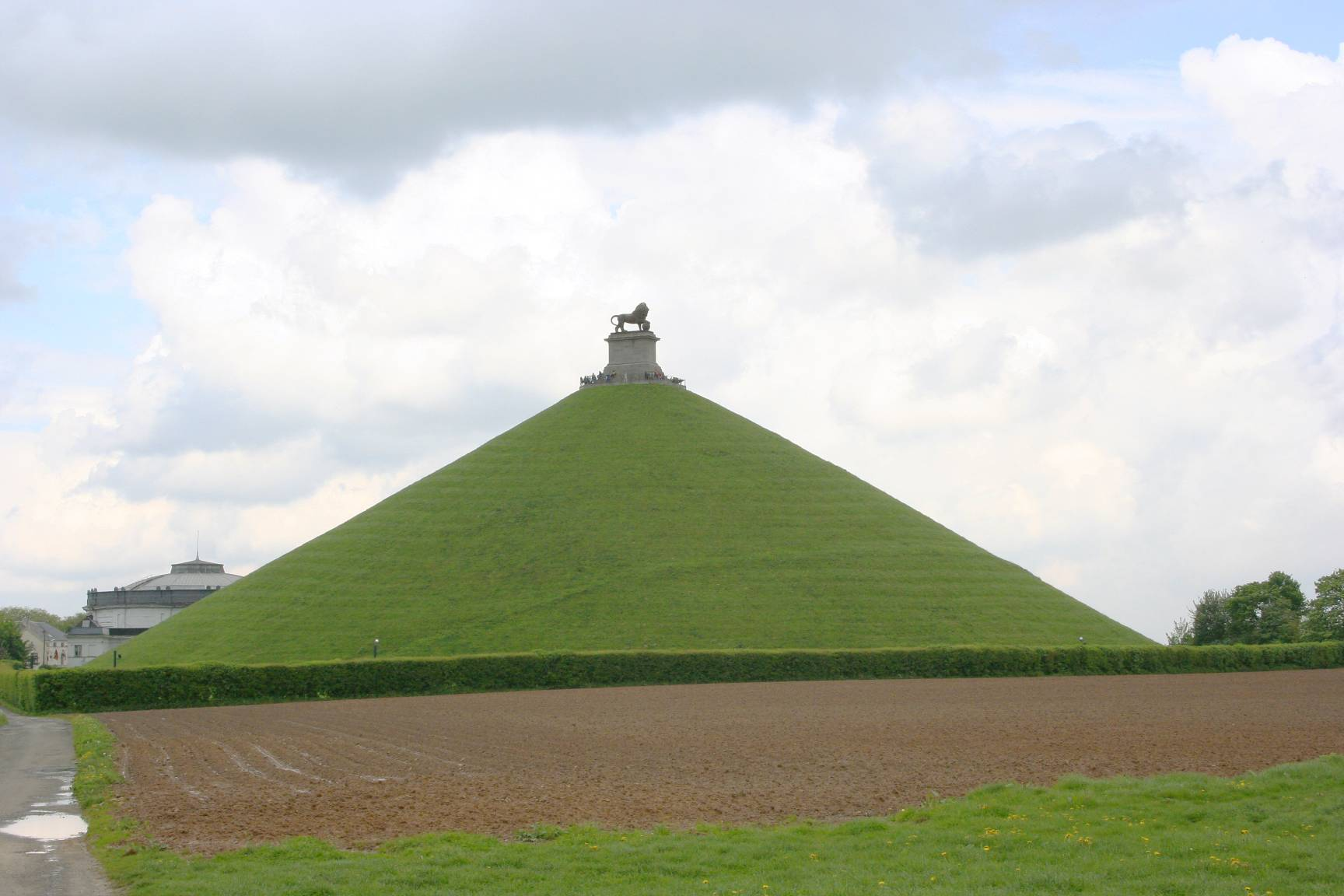
La collina con il monumento celebrativo della Battaglia di Waterloo

La foresta di Soignes rimanda indubbiamente ancora oggi al ruolo dell'esercito inglese capeggiato dal Duca di Wellington durante la famosa Battaglia di Waterloo. Sin dall'epoca dei romani, infatti, il luogo era stato visto come un punto strategico perché in quanto bosco era l'ideale per una ritirata strategica e per impedire al nemico un'avanzata troppo veloce. Napoleone Bonaparte nel suo Mémoires pour servir à l'histoire de France en 1815, avec le plan de la bataille de Mont-Saint-Jean criticò più volte la scelta del duca di Wellington di scegliere un campo di battaglia con una foresta alle sue spalle.
A pagina 124 il Bonaparte scrive, "Egli aveva nelle sue retroguardie la foresta di Soignes, pertanto, se battuto, la ritirata sarebbe risultata impossibile da eseguire", ed a pagina 207 "La posizione di Mont-Saint-Jean venne mal scelta [...] la scelta senza giudizio del suo campo di battaglia gli rendeva la ritirata impossibile." Ad ogni modo alcuni storici hanno suggerito che lo stesso Wellington avrebbe dato poco peso al ruolo della foresta, mentre altri hanno suggerito come essa avrebbe invece potuto rappresentare una valida difesa per evitare che gli aggressori avanzassero troppo rapidamente se l'esercito inglese si fosse trovato in difficoltà.

## Curiosità
Un romanzo storico dal titolo Nella foresta di Soignes (Tabula Fati, Chieti, 2001) è stato scritto dalla scrittrice Adriana Assini.